# Enrico VIII/200 all'ora
Enrico VIII/200 all'ora è il quarto singolo de i Ribelli, pubblicato in Italia nel 1961.

## Tracce
Lato A
1. Enrico VIII – 2:10 (Detto Mariano)

Lato B
1. 200 all'ora – 2:30 (Detto Mariano)